# Abacetus semiopacus
Abacetus semiopacus là một loài bọ chân chạy thuộc phân họ Pterostichinae. Loài này được Straneo mô tả lần đầu năm 1948. Loài bọ cánh cứng này sinh sống ở châu Phi, Úc và châu Á và là một trong 417 loài trong Họ Bọ chân chạy.